# Ẩm thực Liban

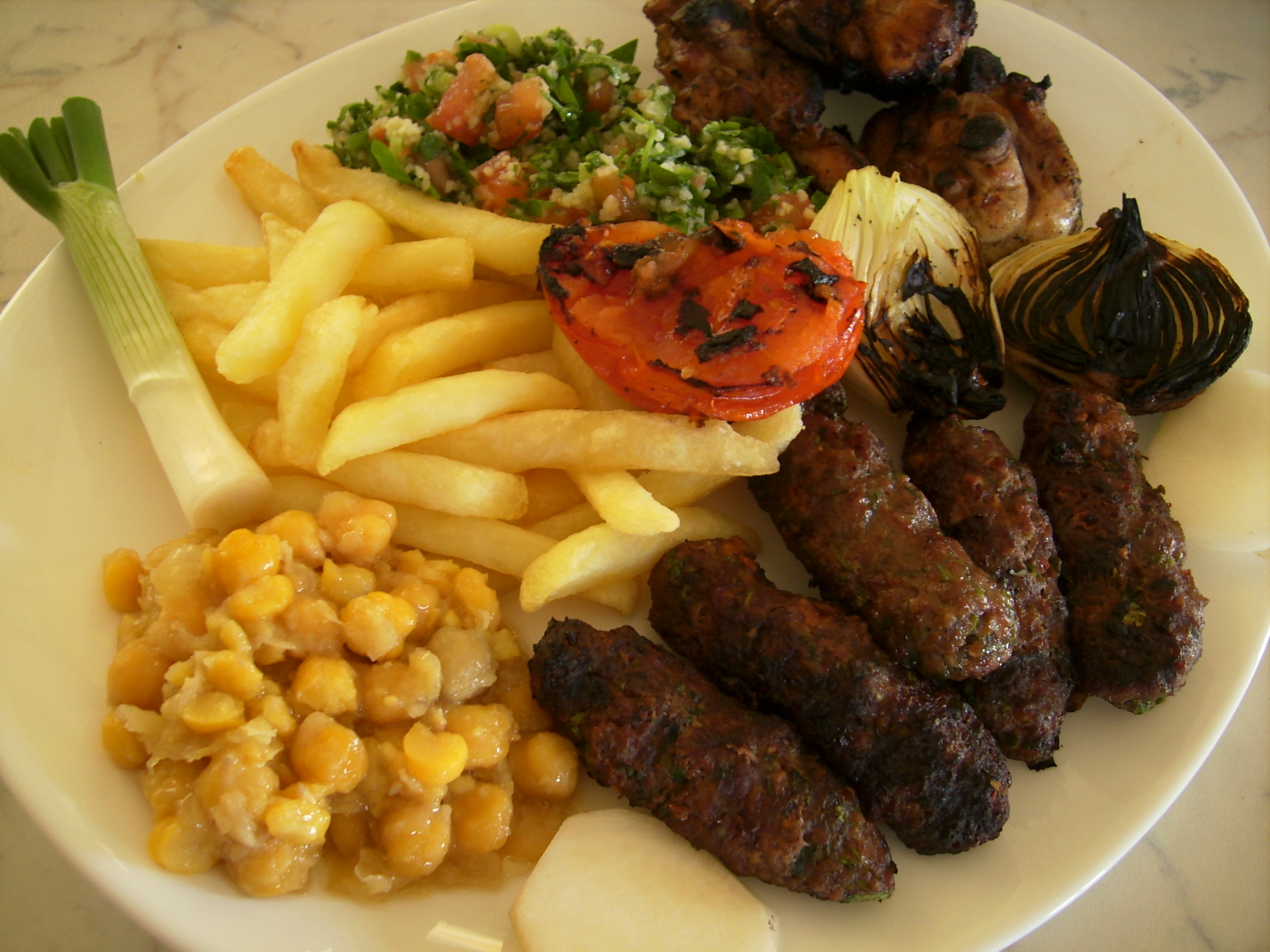
Một số món ăn Liban.

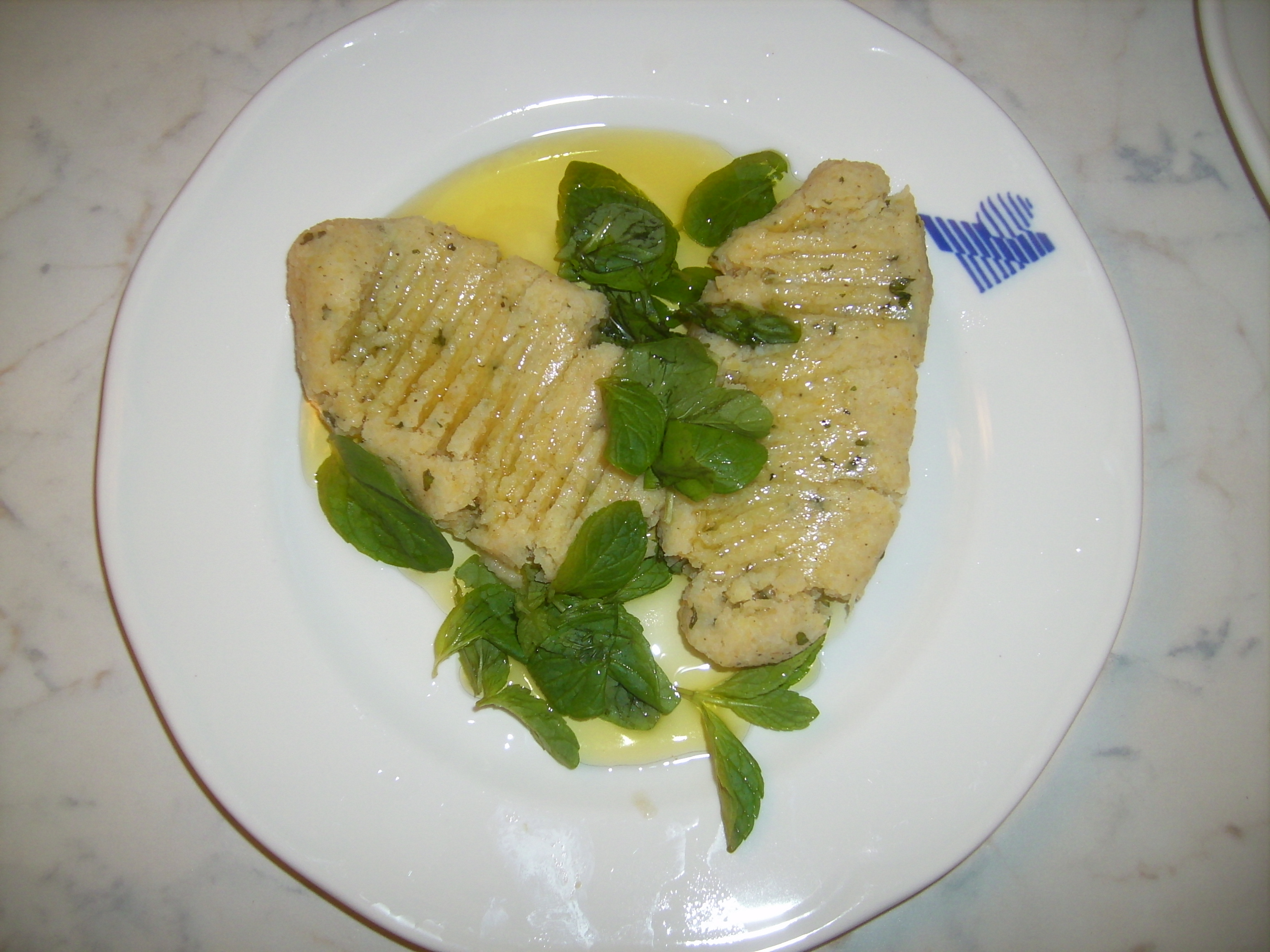
Kibbet batata (khoai tây kibbeh)

Ẩm thực Liban là một ẩm thực ở vùng Levant. Nó bao gồm một sự phong phú của ngũ cốc nguyên hạt, trái cây, rau, tinh bột, cá tươi và hải sản; mỡ động vật được tiêu thụ ít. Gia cầm được ăn nhiều hơn là thịt đỏ. Khi thịt đỏ được ăn, nó thường là thịt cừu ở vùng ven biển, và thịt dê ở vùng núi. Nó cũng bao gồm một lượng lớn tỏi và dầu ô liu, thường được pha với nước chanh. Ngoài ra, có một lượng lớn đậu gà trong chế độ ăn uống của họ. Dầu ô liu, Rau thơm, tỏi và chanh là những hương vị điển hình được tìm thấy trong chế độ ăn uống của người Lebanon.
Arak (عرق), một loại rượu mùi hồi hương, là thức uống quốc gia Li Băng và thường được phục vụ với bữa ăn Lebanon truyền thống. Một đồ uống lịch sử và truyền thống khác ở Li-băng là rượu vang (نبيذ).
Tại Lebanon, một số món tráng miệng được chuẩn bị đặc biệt vào những dịp đặc biệt: ví dụ như món meghli để ăn mừng một đứa trẻ sơ sinh trong gia đình.

## Lịch sử
Các món ăn Lebanon là một ẩm thực cổ và là một phần của ẩm thực Levant. Nhiều món ăn trong ẩm thực Lebanon có thể được truy nguồn từ hàng nghìn năm cho tới thời kỳ La Mã cổ đại và Phoenicia còn cai trị. Gần đây hơn, ẩm thực Lebanon bị ảnh hưởng bởi các nền văn minh nước ngoài khác nhau nắm giữ quyền lực. Từ năm 1516 đến năm 1918, Thổ Nhĩ Kỳ Ottoman đã kiểm soát Lebanon và giới thiệu nhiều loại thực phẩm đã trở thành chủ yếu trong chế độ ăn uống của Lebanon, chẳng hạn như nấu ăn với thịt cừu.
Sau khi Ottoman bị đánh bại trong Chiến tranh thế giới lần thứ nhất (1914-1918), Pháp đã giành quyền kiểm soát Lebanon cho đến năm 1943, khi nước này giành được độc lập. Người Pháp đã giới thiệu các loại thực phẩm như Bánh flan, một món tráng miệng từ thế kỷ 16 trước Công nguyên, và Bánh sừng bò (croissant).

## Tổng quan

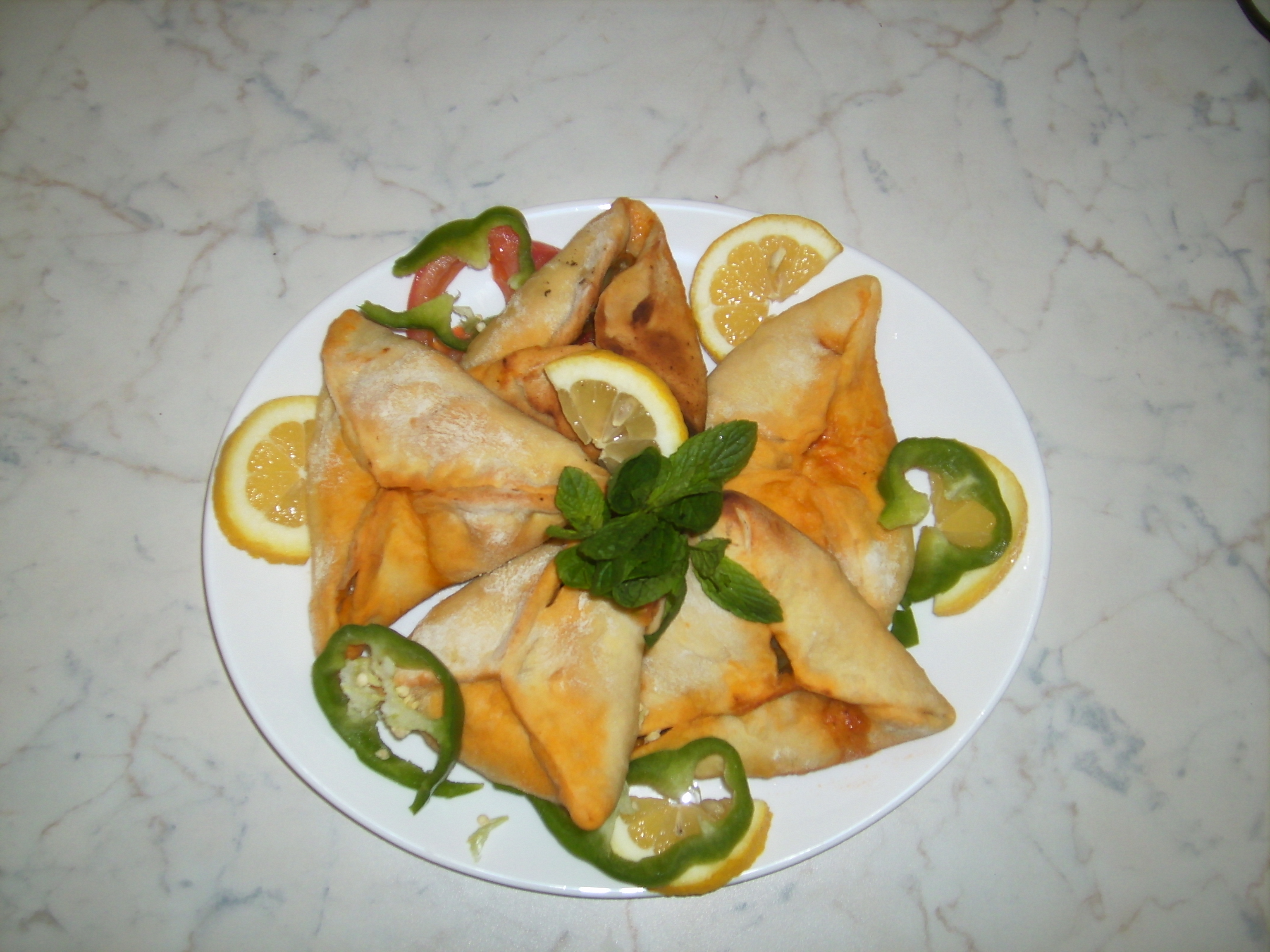
Ftayer be lefet

Thông thường thực phẩm được nướng, đút lò hoặc xào trong dầu ô liu; bơ hoặc kem hiếm khi được sử dụng ngoài một vài món tráng miệng. Rau thường được ăn sống, làm dưa chua, hoặc nấu chín. Các loại rau thơm và gia vị được sử dụng thường xuyên và với số lượng lớn. Giống như hầu hết các quốc gia Địa Trung Hải, phần lớn những gì mà người Lebanon ăn uống được quy định theo mùa và những gì có sẵn. Ẩm thực Lebanon cũng khác nhau theo vùng.
Ở Lebanon, rất hiếm khi là đồ uống được phục vụ mà không kèm theo thức ăn. Tương tự như tapas của Tây Ban Nha, mezeluri của Romania và aperitivo của Ý, mezze là một loạt các món ăn nhỏ được đặt trước khách hàng tạo ra một mảng màu sắc, hương vị, kết cấu và hương thơm. Cách phục vụ thức ăn này ít là một phần của cuộc sống gia đình hơn là ở những nơi giải trí và café. Mezze có thể đơn giản như rau sống hoặc rau ngâm chua, hummus, baba ghanouj và bánh mì, hoặc nó có thể trở thành một bữa ăn toàn bộ bao gồm hải sản ướp nướng, thịt xiên, một loạt các salad nấu chín và tươi và một loạt các món tráng miệng.
Mặc dù trái cây tươi đơn giản thường được phục vụ vào cuối bữa ăn Lebanon, cũng có tráng miệng, chẳng hạn như baklava và cà phê. Mặc dù baklava là món tráng miệng được quốc tế biết đến nhiều nhất, có rất nhiều món tráng miệng khác của Lebanon.
Một "mezze" điển hình sẽ gồm một loạt các món thuộc 30 món nóng lạnh khác nhau và có thể bao gồm:
- Salad như tabbouleh và fattoush, cùng với món chấm như hummus, baba ghanoush hoặc "moutabal", và kebbeh.
- Một số chả như Sambusac.
- Nhồi lá nho

Các món ăn gia đình cũng cung cấp một loạt các món ăn, chẳng hạn như món hầm (hoặc yakhneh), có thể nấu theo nhiều hình thức tùy thuộc vào các thành phần được sử dụng và thường được phục vụ với thịt và bún gạo.
Bánh mì phẳng của Lebanon, được gọi là pita, là một thực phẩm chính cho mỗi bữa ăn của Lebanon và có thể được sử dụng thay cho một cái nĩa.